# Myślibora
Myślibora – staropolskie imię żeńskie, złożone z członów Myśli- ("myśleć") i -bor-a ("walczyć, zmagać się"). Być może oznaczało "tę, która myśli o walce" albo "tę, która obmyśla walkę".
Myślibora imieniny obchodzi 28 września.
Żeński odpowiednik imienia Myślibor.